# Finländska barockorkestern
Finländska barockorkestern (finska: Suomalainen barokkiorkesteri; till 2009 Orkestern på sjätte våningen, finska: Kuudennen kerroksen orkesteri), är en finländsk barockorkester. 
Orkestern grundades 1989 av musiker i Helsingfors som trakterar så kallade periodinstrument för autentiska framföranden av verk från barock till klassicism. Orkestern har under ledning av Anssi Mattila, Jukka Rautasalo och Markku Luolajan-Mikkola gett egna konserter och framträtt vid musikfestivaler i bland annat Helsingfors, Kuhmo och Nådendal. Orkesterns cd-skiva The Classical Age in Finland (2001) med verk av bland andra Eric Ferling och Erik Tulindberg belönades med flera pris. 